# 米迦勒節
米迦勒節，意為天使長聖米迦勒的慶日（也稱為聖彌額爾、聖加俾額爾及聖辣法耳總領天使慶日；聖米迦勒、聖加百列、聖烏列爾與聖拉斐爾之慶日；眾天使長之慶日；聖米迦勒曁諸天使之慶日），根據西方基督教的教會年曆這一天是9月29日，根據東方基督教的教會年曆這一天是儒略曆的11月8日，即格里曆的11月21日。在中世紀的英格蘭，米迦勒節標誌著農夫年的啟始與終結，喬治·卡斯佩·霍曼斯注意到：「在那個年代當豐收期結束後，田地和宅邸的管理者就會計算出全年的財產賬目。」
在基督教中，米迦勒是所有天使長中最偉大的一位，祂因在天堂戰爭中擊敗撒但而獲無上尊榮。祂是最主要的天軍戰士之一，被視為對抗闇夜中魑魅魍魎的保護者，以及宇宙智慧的管理者。米迦勒節也被用於劃分時間和季節等世俗目的，特別是在英國和愛爾蘭作為計算季度的節日之一。
除了塞爾維亞正教會以外，其餘的東正教會並不在9月29日慶祝米迦勒節，取而代之的是希臘正教會以儒略曆11月8日作為紀念所有天使長的慶日。

## 外部連結
- 臺灣Wiki：米迦勒節[]
- Alice's Medieval Feasts & Fasts: Michaelmas
- Catholic Encyclopedia: St. Gabriel the Archangel （页面存档备份，存于）
- Catholic Encyclopedia: St. Raphael the Archangel （页面存档备份，存于）
- Prayers Dedicated to St. Michael the Archangel （页面存档备份，存于）
- Michael and All Angels （页面存档备份，存于）